# Charles César de Fay de La Tour-Maubourg
Marie-Charles-César de Faÿ, comte de la Tour-Maubourg, francoski častnik in politik, * 11. februar 1757, Motte-Galaure, † 28. april 1831, Pariz.
Kot član nižjega plemstva je bil izvoljen v Narodno skupščino Francije leta 1789 in je bil eden prvih plemičev, ki se je pridružil tretjemu stanu.
Potem je nadaljeval z vojaško službo v prid francoske revolucije. Kot vojaški guverner Cherbourga je pripomogel k razvoju tega pristaniškega mesta.